# Projet d'horloge atomique par refroidissement d'atomes en orbite
Pour les articles homonymes, voir Pharao.
Le Projet d'horloge atomique par refroidissement d'atomes en orbite, en abrégé PHARAO, est une horloge atomique spatiale qui utilise des atomes de césium froids et qui permet de porter la précision de la seconde à 16 décimales. L'horloge est développée au Centre national d'études spatiales (CNES) et bénéficie de la participation de l'Agence spatiale européenne dans le cadre du projet européen Atomic Clock Ensemble in Space. La réalisation de deux des composants principaux est confiée à la société Sodern.
Les idées et les premiers tests réalisés par le Laboratoire Kastler-Brossel et l’Observatoire de Paris ont été réalisés à la fin du XX-ième siècle. Le projet a été maintes fois retardé par des difficultés financières et techniques.
PHARAO est transféré en orbite le 21 avril 2025 par un vaisseau cargo américain SpaceX Dragon 2, pour être installé à l'extérieur du laboratoire européen Columbus de l'ISS. Sa mise en place fonctionnelle par le bras robotique Canadarm2 commandé depuis la Terre a eu lieu le 25 avril 2025.

## Objectifs
L'horloge Pharao ne dévie que d’une seconde tous les 300 millions d’années (soit moins d’une minute depuis le Big Bang), afin de tester les prédictions de la théorie de la relativité générale, selon laquelle on vieillit plus vite loin d’une masse comme la Terre, qu’au sol. Cette prédiction a déjà été confirmée, mais cette horloge doit améliorer la précision vingt fois. Avec l’espoir de trouver un tempo de l’horloge différent de celui prévu, signe de nouvelles forces à l’œuvre dans la nature.

## Caractéristiques techniques
L'instrument PHARAO est composé de 5 sous-systèmes :
- un tube à vide aussi nommé Tube Césium (TC). Le Tube à Césium est le cœur de l'horloge PHARAO où a lieu l'interaction entre signaux micro-ondes et les atomes de césium. C’est là que les atomes sont capturés, refroidis, lancés, sélectionnés et détectés après avoir subi une interaction dans la cavité micro-onde. Les performances de l'horloge dépendent fortement du concept du tube : l'équipement doit fournir les conditions d'un vide très poussé, d'un champ magnétique très homogène et d'une température très stable pour minimiser les perturbations du nuage atomique qui le traverse. Le développement du Tube Césium a été confié à Sodern.

- un banc optique aussi nommé Source Laser (SL) fournit les divers faisceaux laser nécessaires pour la capture, le lancement, le refroidissement, la sélection atomique et la détection des atomes. Les principaux défis de la conception de la SL sont dus aux contraintes d'accommodation de la charge utile ACES, qui impose un haut niveau de compacité, une faible consommation d'énergie, une large gamme de températures de stockage et de fonctionnement, ainsi que le besoin de fonctionner aussi bien dans l'air que dans le vide. Le développement de la Source Laser a été confié à Sodern.

- la source micro-onde (SH), fournit le signal émis vers les cavités d'interrogation et de préparation. Le développement de la source micro-onde a été confié à Thalès Alenia Space.

- L'unité de gestion bord (UGB), traite le signal de la mesure d'erreur pour commander les corrections de fréquence à appliquer à la source micro-onde en mode autonome ou bien les transmet à ACES-XPLC dans les autres modes opérationnels. Elle synchronise aussi les différentes phases du cycle atomique, gère les acquisitions de mesures et les systèmes de télécontrôle pour modifier les paramètres fonctionnels de l'instrument, et assure la régulation thermique. La réalisation de l'UGB a été confiée à EREMS.

- L'unité électronique BEBA régule le champ magnétique du tube césium et acquiert le signal analogique fourni par le tube césium.

- le Logiciel de Vol orchestre le tout en décryptant et déroulant les tables de micro-séquences, répartissant, pour chaque lancement de nuage d'atomes, les ordres destinés aux 5 sous systèmes de PHARAO. Le développement de ce logiciel a été confié à CS Group.

## Gestion des opérations
Les opérations PHARAO sont effectuées par le CNES au CADMOS.

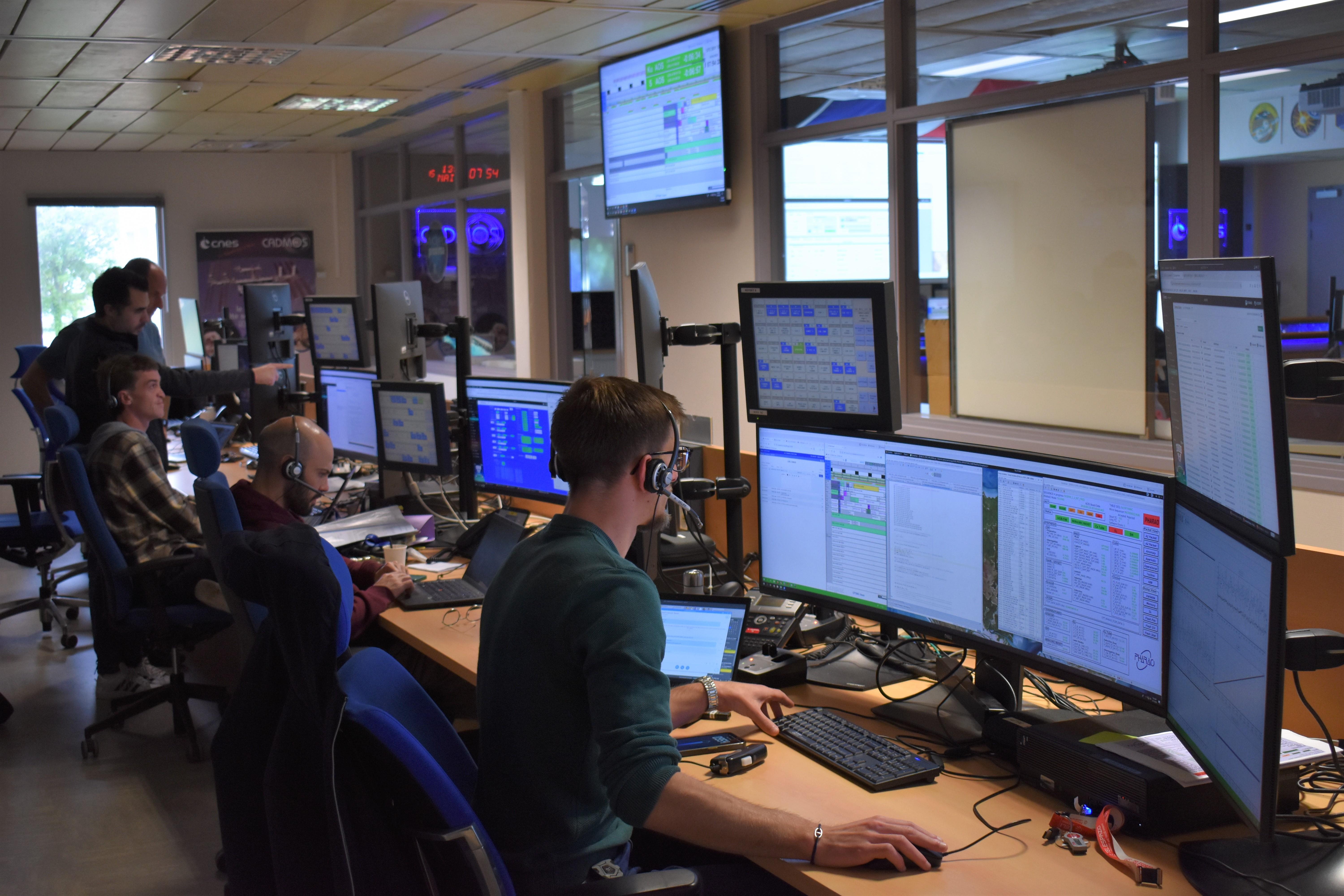
CADMOS centre de contrôle ACES-PHARAO